# Xinmin Wanbao
Die Xinmin Wanbao (chinesisch 新民晚报, Pinyin Xīnmín Wǎnbào, englisch Xinmin Evening News, etwa „Abendzeitung des Neuen Volkes“, „Abendzeitung der Neuen Republik“) ist eine chinesische Zeitung. Sie wird seit September 1929 in Shanghai, China  herausgegeben. Die Zeitung ist Teil der staatlichen Mediengruppe Shanghai United Media Group, kurz SUMG (上海报业集团, kurz 上报业团).

## Motto
Motto der Zeitung ist: „Propagieren der politische Linie, Verbreitung von Wissen, Veränderung von  Sitten und Gebräuche, Bereicherung des Lebens“
- Langzeichen: 「宣傳政策，傳播知識，移風易俗，豐富生活」
- Kurzzeichen: 「宣传政策，传播知识，移风易俗，丰富生活」
- Pinyin: Xuānchuán zhèngcè, chuánbō zhīshi, yí fēngyì, fēngfù shēnghuó